# Панферов, Константин Николаевич
Константин Николаевич Панферов (род. 15 июня 1932, Никольское, Московская область) — российский политический деятель, депутат Государственной думы 1 созыва, член фракции ЛДПР.

## Биография
Родился в селе Никольское в Тульской области. В 1951 году призван в подводный флот СССР.
В 1957 году закончил Военно-морское училище. Дослужился до звания капитан третьего ранга.
С 1960 по 1961 год работал заместителем директора по воспитательной работе Горнопромышленной школы № 1 Москвы. С 1961 по 1963 год — старший инспектор по борьбе с детской преступностью и безнадзорностью среди несовершеннолетних отдела уголовного розыска УВД Московской области.
С 1963 по 1966 год — инструктор Фрунзенского райкома КПСС Москвы. В 1964 году закончил исторический факультет Московского государственного педагогического института имени В. И. Ленина по специальности «преподаватель истории и обществоведения».
В 1969 году закончил аспирантуру по экономике Высшей школы профдвижения ВЦСПС. С 1970 по 1972 год — старший научный сотрудник ВНИИ МВД СССР.
В 1972 году закончил Институт журналистского мастерства по специальности «редактор».
С 1972 по 1980 год — доцент Московского государственного педагогического института им. Гнесиных.
С 1980 по 1982 год — директор Всесоюзного института повышения квалификации работников культуры Министерства культуры СССР.
С 1982 по 1986 год — доцент Московского авиационно-технологического института им. К. Э. Циолковского.
С 1986 по 1992 год — заведующий кафедрой современных социальных и политических проблем Центрального института повышения квалификации руководящих и творческих работников Министерства культуры РСФСР.
С 1992 по 1993 год — директор малого предприятия «Метрополис».
С 1993 года является преподавателем в Московском Государственной Техническом Университете Гражданской Авиации, направление подготовки: техническая эксплуатация ЛАиД, аэронавигация, прикладная математика, технология транспортных процессов.

### Депутат государственной думы
В 1993 году включен в Общефедеральный список ЛДПР на выборах в Государственную думу 1 созыва, номер 46 в списке. Избран, вошел в комитет ГД по вопросам геополитики.
83 раза выступил на заседаниях Государственной думы, не внес ни одного законопроекта.
В 1994 году был советником Жириновского.
14 марта 1995 года вышел из фракции ЛДПР перешел во фракцию «Стабильность».
В 1995 году баллотировался в Государственную думу 2 созыва по Истринскому одномандатному избирательному округу № 105. Был выдвинут Блоком Ивана Рыбкина. Избран не был.
В 1995 году проходил стажировку в Гарвардском университете.